# Acelerador de IA
Um acelerador de IA ou Aprendizado Profundo ou ainda Unidade de Processamento Neural (NPU) é uma classe de acelerador de hardware especializado ou sistema de computador projetado para acelerar aplicativos de inteligência artificial e aprendizado de máquina, incluindo redes neurais artificiais e visão computacional. Os aplicativos típicos incluem algoritmos para robótica, Internet das Coisas e outras tarefas intensivas em dados ou orientadas por sensores. Eles geralmente são designs de muitos núcleos e geralmente se concentram em aritmética de baixa precisão, novas arquiteturas de fluxo de dados ou capacidade de computação na memória. Em 2024, um chip de circuito integrado de IA típico contém dezenas de bilhões de MOSFETs.